# Fluoreto de cromo(VI)
Fluoreto de cromo(VI) ou hexafluoreto de cromo é um composto inorgânico hipotético de fórmula química CrF6.  Imagina-se que seja um sólido amarelo instável que se decompõe a −100°C. 